# Lissonota alutacea
Lissonota alutacea là một loài tò vò trong họ Ichneumonidae.